# عبد الله حجاج
عبد الله حجاج لاعب كرة قدم سعودي يلعب كلاعب وسط في نادي فيد.

## مسيرة اللاعب
لعب سابقاً مع نادي الطائي ونادي الشعلة ونادي القلعة ونادي فيد.